# Bupalus fuscostrigata
Bupalus fuscostrigata là một loài bướm đêm trong họ Geometridae.